# Campeonato de España de Atletismo 2025
El CV Campeonato de España de Atletismo se disputó los días 1, 2 y 3 de agosto de 2025 en la Estadio Municipal Natalia Rodríguez de Tarragona. Se trataba de la primera vez en que este campeonato se celebra en Tarragona, aunque el estadio Natalia Rodríguez (hasta 2018, estadio de Camp Clar) ya había sido sede de varios campeonatos de España en categorías inferiores y de los Juegos Mediterráneos de 2018.

## Resultados
En las tablas de resultados se utilizan las siguientes indicaciones:
 = Récord nacional

 = Récord de los campeonatos

LE = Mejor marca española de la temporada

 = Mejor marca personal

 = Mejor marca personal de la temporada

(v) = Marca conseguida con viento superior a +2.0 m/s

### Hombres
| Prueba                          | | | |
| ------------------------------- | --- | --- | --- |
| 100 m (viento: +2.0 m/s)        | Guillem Crespí Barcelona At. 10.20 LE                                                                                                  | Sergio López Atlon Alcantarilla 10.25 | Ricardo Sánchez Fent Camí Mislata 10.30                                                                                           |
| 200 m (viento: +2.0 m/s)        | Andoni Calbano Real Sociedad 20.41 LE                                                                                                  | Jaime Sancho Atletismo Numantino 20.52 | Adrià Alfonso Facsa - Playas de Castellón 20.56                                                                                   |
| 400 m                           | Bernat Erta FC Barcelona 45.45 | Markel Fernández Alcampo Scorpio 71 45.47 | David García Zurita At. Badajoz - Extremadura 45.73                                                                               |
| 800 m                           | Mohamed Attaoui Independiente 1:46.22                                                                                                  | Mariano García New Balance Team 1:46.79 | Pablo Sánchez-Valladares FC Barcelona 1:47.14                                                                                     |
| 1500 m                          | Adrián Ben C.A. Adidas 3:41.25 | Carlos Sáez Atletismo Albacete 3:41.35 | Pol Oriach Nike Running 3:41.58                                                                                                   |
| 5000 m                          | Thierry Ndikumwenayo Facsa - Playas de Castellón 13:35.69                                                                              | Abdessamad Oukhelfen Nike Running 13:35.96 | Eduardo Menacho Asics Running 13:36.17                                                                                            |
| 110 m vallas (viento: +2.3 m/s) | Enrique Llopis C.A. Adidas 12.98 | Abel Jordán C.A. Adidas 13.30 | Ángel Díaz Fent Camí Mislata 13.32                                                                                                |
| 400 m vallas                    | Jesús David Delgado Tenerife CajaCanarias 48.70                                                                                        | Jorge García Atletismo Albacete 50.15 | Iker Alfonso Grupompleo Pamplona At 50.75                                                                                         |
| 3000 m obstáculos               | Daniel Arce New Balance Team 8:25.49                                                                                                   | Alejandro Quijada Nike Running 8:27.06 | Rubén Leonardo Atletismo Numantino 8:32.91                                                                                        |
| Salto de altura                 | Álvaro Infante CAPEX 2.15 2.01o/2.06xo/2.09o/ 2.12o/2.15o/2.18xxx                                                                      | Eneko Larrea Real Sociedad 2.15 2.01o/2.06o/2.09o/ 2.12xo/2.15xo/2.18xxx                                                                          | Pablo Martínez Atletismo Numantino 2.15 = 1.96o/2.01-/2.06xxo/2.09xxo/ 2.12o/2.15xo/2.18xxx                                       |
| Salto con pértiga               | Artur Coll Fent Camí Mislata 5.70 LE 5.30o/5.40-/5.45-/5.50o/ 5.55-/5.60-/5.70xo/r                                                     | Alex Gracia Facsa - Playas de Castellón 5.50 5.05xxo/5.20xo/5.30xxo/5.40x-/ 5.45o/5.50o/5.55-/5.60xxx                                             | Ander Martínez de Rituerto Real Sociedad 5.40 = 5.05xo/5.20o/5.30xxo/5.40xo/ 5.45x-/5.50xx                                        |
| Salto de longitud               | Héctor Santos FC Barcelona 8,09 (v) x/7,96 (+1.6)/7,95 (+1.5)/ 7,99 (+1.1)/8,09 (+2.6)/x                                               | Jaime Guerra Cornellà At. 8,08 7,92 (+1.4)/7,64 (+0.9)/8,08 (+1.8)/ -/-/-                                                                         | Eusebio Cáceres Independiente 8,04 x/7,97 (+2.0)/x/ x/8,04 (+2.0)/7,97 (+2.3)                                                     |
| Triple salto                    | Jordan Díaz Independiente 17.16 LE 17.16 (+1.3)/-/-/ -/-/-                                                                             | Marcos Ruiz Grupompleo Pamplona At. 16.50 16.30 (+2.2)/14.11 (+2.3)/16.50 (+1.7)/ 16.45 (+0.9)/x/x                                                | Ramón Adalia Cornellà At. 16.50 (v) 15.83 (+0.5)/15.91 (+1.0)/16.50 (+3.0)/ 15.16 (+1.6)/x/15.18 (+0.7)                           |
| Lanzamiento de peso             | Miguel Gómez Facsa - Playas de Castellón 19.06 18.89/19.06/x/x/18.98/18.69                                                             | José Ángel Pinedo Fent Camí Mislata 18.46 17.89/x/x/x/18.46/18.26                                                                                 | Andre Muller UCAM-Cartagena 18.37 17.15/18.06/x/17.67/18.13/18.37                                                                 |
| Lanzamiento de disco            | Diego Casas Facsa - Playas de Castellón 62,86 62,06/56,00/60,87/60,88/60,76/62,86                                                      | Yasiel Sotero Tenerife CajaCanarias 60,18 58,93/x/59,30/59,09/58,92/60,18                                                                         | Marcos Moreno La Rioja Atletismo 57,02 x/x/57,02/55,42/56,36/55,28                                                                |
| Lanzamiento de martillo         | Kevin Arreaga Facsa - Playas de Castellón 70.89 67.19/69.29/x/x/70.31/70.89                                                            | Alberto González Unicaja Jaén Paraíso Interior 70.59 x/67.76/68.30/70.59/69.17/x                                                                  | Pedro José Martín Fent Camí Mislata 70.20 x/68.78/x/70.20/x/69.95                                                                 |
| Lanzamiento de jabalina         | Nicolás Quijera Grupompleo Pamplona At 78.10 72.19/x/69.56/73.60/75.53/78.10                                                           | Manu Quijera Grupompleo Pamplona At 77.80 76.86/77.80/x/x/x/x                                                                                     | Jorge Franco At. Intec-Zoiti 76.98 62.72/66.48/68.94/69.12/73.75/76.98                                                            |
| Decatlón                        | Jorge Ureña Independiente 8075 p LE 10.83 (+1.4) / 7,30 (+0.2) / 14,25 / 1,85 / 48.28 // 14.16 (+1.1) / 40,93 / 5,10 / 55,91 / 4:32.84 | Andreu Boix Facsa - Playas de Castellón 7835 p 10.97 (+1.4) / 7,35 (+2.5) / 13,02 / 2,00 / 48.30 // 15.14 (+2.3) / 42,08 / 4,90 / 46,44 / 4:29.53 | Pol Ferrer Cornellà At. 7768 p 10.83 (+1.4) / 7,19 (+0.9) / 12,68 / 1,97 / 48.98 // 15.17 (+1.1) / 40,90 / 4,80 / 51,74 / 4:29.32 |
| 10 000 m marcha                 | Paul McGrath Cornellà At. 38:49.76 LE                                                                                                  | Diego García Independiente 39:24.69 | Daniel Chamosa S.G. Pontevedra 39:38.75                                                                                           |
| Relevos 4 × 100 m               | Facsa - Playas de Castellón Arnau Monné Juan Carlos Castillo Adrià Alfonso Shainer Reginfo 39.91                                       | Real Sociedad Ohian Trecet Andoni Calbano Ignacio Sáez Xabier Picabea 40.01                                                                       | Fent Camí Mislata Ramón Pérez Ricardo Sánchez Ángel Díaz Samuel Rodríguez 40.08                                                   |
| Relevos 4 × 400 m               | Atletismo Numantino Nicolás Campos Diego Santidrián David José Pineda Julio Arenas 3:07.53                                             | Unicaja Jaén Paraíso Interior Manuel Bea Pablo Drees Alejandro Ávila Ángel González 3:07.70                                                       | S.G. Pontevedra Oriol Madí Darío Ortega Xabier Lires Pedro Osorio 3:07.87                                                         |

1. ↑  45.36  LE en semifinales
2. ↑  1:13.44  en semifinales
3. ↑  El atleta Mourad Ed Dafali, que participaba fuera de concurso, terminó en tercer lugar en la competición (8:30.12).
4. ↑  El atleta Walter Alejandro Viafara, que participaba fuera de concurso, terminó en tercer lugar en la competición (5.40).
5. ↑  El atleta Juan Miguel Echevarría, que participaba fuera de concurso, terminó en primer lugar en la competición (8,22).
6. ↑  7,99  con viento inferior a +2.0 m/s
7. ↑  El atleta Juan José Caicedo, que participaba fuera de concurso, terminó en tercer lugar en la competición (58,76).

### Mujeres
| Prueba                          | | |                                                                                                 |
| ------------------------------- | --- | --- | ----------------------------------------------------------------------------------------------- |
| 100 m (viento: +0.8 m/s)        | Aitana Rodrigo At. San Sebastián 11.30                                                                               | Lucía Carrillo Independiente 11.36                                                                                       | Maribel Pérez Independiente 11.37                                                               |
| 200 m (viento: +1.9 m/s)        | Jaël Bestué C.A. Adidas 22.46                                                                                        | Esperança Cladera Diputación Valencia C.A. 22.79 =                                                                       | Lucía Carrillo Independiente 22.80                                                              |
| 400 m                           | Paula Sevilla Facsa - Playas de Castellón 50.83                                                                      | Blanca Hervás Diputación Valencia C.A. 51.39                                                                             | Eva Santidrián Facsa - Playas de Castellón 51.68                                                |
| 800 m                           | Rocío Arroyo Unicaja Jaén Paraíso Interior 2:01.01                                                                   | Daniela García New Balance Team 2:01.37                                                                                  | Lorea Ibarzabal Nike Running 2:02.05                                                            |
| 1500 m                          | Esther Guerrero New Balance Team 4:12.53                                                                             | Marta Pérez C.A. Adidas 4:14.15                                                                                          | Águeda Marqués C.A. Adidas 4:14.58                                                              |
| 5000 m                          | Marta García Independiente 14:59.23                                                                                  | Carla Gallardo Independiente 15:21.06                                                                                    | Idaira Prieto Bikila 15:33.26                                                                   |
| 100 m vallas (viento: +0.8 m/s) | Xènia Benach Diputación Valencia C.A. 13.04                                                                          | Lerato Pagés Avinent Manresa 13.09 =                                                                                     | Paula Blanquer Diputación Valencia C.A. 13.15 =                                                 |
| 400 m vallas                    | Daniela Fra Diputación Valencia C.A. 54.69 LE                                                                        | Carla García Diputación Valencia C.A. 56.64                                                                              | Laura Aguilera Trops-Cueva de Nerja 57.42                                                       |
| 3000 m obstáculos               | Marta Serrano New Balance Team 9:58.08                                                                               | June Arbeo Univ León Sprint Atletismo 10:02.52                                                                           | Marina Guerrero Avinent Manresa 10:06.21                                                        |
| Salto de altura                 | Una Stancev Trops-Cueva de Nerja 1.89 1.74o/1.77-/1.80o/1.83x-/ 1.86xo/1.89xo/1.91-/1.93xxx                          | Celia Rifaterra Diputación Valencia C.A. 1.86 = 1.69o/1.74o/1.77xo/1.80o/1.83o/ 1.86o/1.89xxx                            | Aitana Alonso Diputación Valencia C.A. 1.83 1.69o/1.74o/1.77o/1.80xo/1.83o/ 1.86xxx             |
| Salto con pértiga               | Mónica Clemente Diputación Valencia C. A. 4,25 4,00o/4,10-/4,15xxo/4,20o/4,25o/4,30-/4,35xxx                         | Clara Fernández Nike Running 4,20 3,75o/3,90-/4,00o/4,10o/4,15-/4,20o/4,25-/4,30xxx                                      | Andrea San José Facsa - Playas de Castellón 4,10 m 3,900/4,00o/4,10o/4,15-/4,20x-/4,25xx        |
| Salto de longitud               | Fátima Diame C.A. Adidas 6,77 x/6,48 (+1.0)/6,45 (+0.4)/ x/6,73 (+1.0)/6,77 (+0.5)                                   | Irati Mitxelena At. San Sebastián 6,64 (v) 6,43 (+2.4)/6,64 (+2.7)/6,34 (+1.2)/ 6,47 (+1.0)/6,52 (+0.5)/6.48 (+0.9)      | Carmen Rosales FC Barcelona 6,64 x/6,09 (+1.3)/6,08 (+1.2)/ 6,13 (+0.7)/6,31 (+1.4)/6,64 (+1.1) |
| Triple salto                    | Ana Estrella de León San Juan Aznalfarache 13.70 13.36 (+1.0)/x/12.45 (+0.9)/ 13.11 (+1.2)/13.70 (+0.9)/13.27 (+0.8) | Marieta González Alcampo Scorpio 71 13.27 13.11 (+1.8)/12.95 (+1.4)/13.00 (+0.9)/ 13.25 (+1.3)/13.11 (+0.9)/13.27 (+0.8) | Naiara Estanga At. San Sebastián 13.05 12.81 (+1.0)/x/12.99 (+0.7)/ 13.05 (+1.3)/x/x            |
| Lanzamiento de peso             | Belén Toimil Facsa - Playas de Castellón 17.05 16.22/16.92/16.47/16.99/x/17.05                                       | Inés López Diputación Valencia C.A. 15.61 15.24/15.10/14.95/15.61/x/15.33                                                | Fiona Villarroel Grupompleo Pamplona At. 14.67 /14.46/14.10/14.42/x/14.01                       |
| Lanzamiento de disco            | Inés López Diputación Valencia C. A. 56.61 / 56.24 / 55.67 / x / x / 53.32                                           | Nneka Ezenwa Trops-Cueva de Nerja 53.95 50.16 / 53.95 / x / 48.94 / 51.42 / x                                            | Andrea Tankeu Atletismo Piélagos 53.77 49.71 / 52.18 / 47.85 / x / 48.11 / 53.77                |
| Lanzamiento de martillo         | Laura Redondo Diputación Valencia C. A. 67.94 66.89/67.72/67.94/x/67.50/x                                            | Natalia Sánchez Alcampo Scorpio 71 65.23 65.18/65.14/64.53/x/65.23/64.88                                                 | Andrea Sales Facsa - Playas de Castellón 63.31 60.04/59.79/61.86/63.12/63.31/62.30              |
| Lanzamiento de jabalina         | Arantza Moreno Grupompleo Pamplona At. 53.15 45.96/50.05/47.09/50.26/x/53.15                                         | Enya Carretero Alcampo Scorpio 71 50.93 47.94/48.35/50.93/45.13/49.22/48.39                                              | Erika Sellart Diputación Valencia C. A. 50.00 46.84/50.00/47.48/x/46.37/x                       |
| Heptatlón                       | María Vicente Nike Running 6295 p LE 14.72(-1.5)/1,59/10,65/25.18(-0.1)// 5,77(-0.3)/33,32/2:17.12                   | Sofía Cosculluela Diputación Valencia C.A. 6000 p 13.61(-1.5)/1,68/13,14/24.36(-0.1)// 6,23(+0.6)/42,98/2:19.93          | Andrea Medina A.D. Sprint 5807 p 14.50(-1.5)/1,59/10,99/25.83(-0.1)// 5,57(-0.7)/37,10/2:19.03  |
| 10 000 m marcha                 | María Pérez Diputación Valencia C. A. 42:24.68 LE                                                                    | Antía Chamosa S.G. Pontevedra 43:29.19                                                                                   | Lidia Sánchez-Puebla Facsa - Playas de Castellón 44:06.14                                       |
| Relevos 4 × 100 m               | Facsa - Playas de Castellón Ona Rosell Paula García Paula Sevilla Esther Navero 44.02                                | Diputación Valencia C. A. Paula Blanquer Carmen Marco Sonia Molina-Prados Elena Guiu 44.43                               | Grupompleo Pamplona At. Carla Aguirre Nerea Bermejo Laila Lacuey Iratxe Sarasola 45.09          |
| Relevos 4 × 400 m               | Diputación Valencia C. A. Daniela Fra Ana Prieto Carla García Blanca Hervás 3:34.37 LE                               | Facsa - Playas de Castellón Carmen Avilés Ana Garitaonandia Andrea Rodríguez Eva Santidrián 3:36.22                      | Trops-Cueva de Nerja Nora Suárez Laura Aguilera Sara Barba Herminia Parra 3:37.32               |

## Récords batidos
Estos son los récords batidos durante el Campeonato de España de 2025.
| Tipo                                         | Sexo    | Prueba                              | Marca    | Atleta                                                         | Club                        |
| -------------------------------------------- | ------- | ----------------------------------- | -------- | -------------------------------------------------------------- | --------------------------- |
| Mejor marca española en combinadas           | Hombres | Lanzamiento de jabalina (decatlón)  | 68.70    | David Abrines                                                  | Atletismo Albacete          |
| Récords de los Campeonatos                   | Hombres | 400 m vallas                        | 48.70    | Jesús David Delgado                                            | Tenerife CajaCanarias       |
| Récords de los Campeonatos                   | Hombres | Relevos 4 × 400 m                   | 3:07.57  | Nicolás Campos Diego Santidrián David José Pineda Julio Arenas | Atletismo Numantino         |
| Récords de los Campeonatos                   | Mujeres | 200 m                               | 22.46    | Jaël Bestué                                                    | C.A. Adidas                 |
| Récords de los Campeonatos                   | Mujeres | 400 m                               | 50.83    | Paula Sevilla                                                  | Facsa - Playas de Castellón |
| Récords de los Campeonatos                   | Mujeres | 5000 m                              | 14:59.23 | Marta García                                                   | Independiente               |
| Récords de los Campeonatos                   | Mujeres | Heptatlón                           | 6295     | María Vicente                                                  | Nike Running                |
| Mejor marca de los campeonatos en combinadas | Hombres | Lanzamiento de jabalina (decatlón)  | 68.70    | David Abrines                                                  | Atletismo Albacete          |
| Mejor marca de los campeonatos en combinadas | Mujeres | Lanzamiento de jabalina (heptatlón) | 48.23    | María Vicente                                                  | Nike Running                |
| Mejor marca de los campeonatos en combinadas | Mujeres | 800 m (heptatlón)                   | 2:10.19  | Ivet Rovira                                                    | L'Hospitalet At.            |

1. ↑  Jaël Bestué había batido previamente el récord de los campeonatos en la semifinal (22.60)

## Medallero
Para elaborar los medalleros no se tienen en cuenta las pruebas de relevos.

### Por comunidades autónomas
En el medallero por comunidades autónomas se tiene en cuenta la comunidad de federación de cada atleta, no su lugar de nacimiento.
| Comunidad Autónoma   |   |    |   | TOTAL |
| -------------------- | - | -- | - | ----- |
| Cataluña             | 9 | 6  | 6 | 21    |
| Comunidad de Madrid  | 6 | 13 | 8 | 27    |
| Castilla y León      | 4 | 2  | 7 | 13    |
| País Vasco           | 4 | 4  | 1 | 9     |
| Comunidad Valenciana | 4 | 2  | 3 | 9     |
| Andalucía            | 4 | 2  | 3 | 9     |
| Galicia              | 2 | 1  | 1 | 4     |
| Castilla-La Mancha   | 2 | 0  | 0 | 2     |
| Cantabria            | 1 | 1  | 2 | 4     |
| Navarra              | 1 | 1  | 1 | 3     |
| Canarias             | 1 | 1  | 0 | 2     |
| Islas Baleares       | 0 | 3  | 0 | 3     |
| Región de Murcia     | 0 | 2  | 1 | 3     |
| Aragón               | 0 | 0  | 3 | 3     |
| Extremadura          | 0 | 0  | 1 | 1     |
| La Rioja             | 0 | 0  | 1 | 1     |
| Asturias             | 0 | 0  | 0 | 0     |

### Por clubes
Los atletas independientes no cuentan para el medallero por clubes.
| Clubes                        |   |   |   | TOTAL |
| ----------------------------- | - | - | - | ----- |
| Diputación Valencia C.A.      | 6 | 6 | 3 | 15    |
| Facsa - Playas de Castellón   | 6 | 2 | 4 | 12    |
| C.A. Adidas                   | 4 | 2 | 1 | 7     |
| New Balance Team              | 3 | 2 | 0 | 5     |
| Grupompleo Pamplona At.       | 2 | 2 | 2 | 6     |
| FC Barcelona                  | 2 | 0 | 2 | 4     |
| Nike Running                  | 1 | 3 | 2 | 6     |
| Fent Camí Mislata             | 1 | 1 | 3 | 5     |
| Cornellà At.                  | 1 | 1 | 2 | 4     |
| Trops-Cueva de Nerja          | 1 | 1 | 1 | 3     |
| Real Sociedad                 | 1 | 1 | 1 | 3     |
| Tenerife CajaCanarias         | 1 | 1 | 1 | 3     |
| At. San Sebastián             | 1 | 1 | 1 | 3     |
| Unicaja Jaén Paraíso Interior | 1 | 1 | 0 | 2     |
| CAPEX                         | 1 | 0 | 0 | 1     |
| San Juan Aznalfarache         | 1 | 0 | 0 | 1     |
| Barcelona At.                 | 1 | 0 | 0 | 1     |
| Alcampo Scorpio 71            | 0 | 4 | 0 | 4     |
| Atletismo Albacete            | 0 | 2 | 0 | 2     |
| Atletismo Numantino           | 0 | 1 | 2 | 3     |
| S.G. Pontevedra               | 0 | 1 | 1 | 2     |
| Avinent Manresa               | 0 | 1 | 1 | 1     |
| Atlon Alcantarilla            | 0 | 1 | 0 | 1     |
| At. Intec-Zoiti               | 0 | 0 | 1 | 1     |
| UCAM-Cartagena                | 0 | 0 | 1 | 1     |
| Atletismo Piélagos            | 0 | 0 | 1 | 1     |
| A.D. Sprint                   | 0 | 0 | 1 | 1     |
| La Rioja Atletismo            | 0 | 0 | 1 | 1     |
| Asics Running                 | 0 | 0 | 1 | 1     |
| At. Badajoz - Extremadura     | 0 | 0 | 1 | 1     |
| Bikila                        | 0 | 0 | 1 | 1     |
| Bilbao Atletismo              | 1 | 0 | 1 | 2     |

## Otras estadísticas
Algunos datos adicionales sobre la competición:
- Se inscribieron en el campeonato 696 atletas (362 hombres y 334 mujeres), de los cuales 32 estaban inscritos en dos pruebas.
- Varios de estos 696 atletas causaron baja a última hora. Entre ellos, la mayoría de los participantes en el Campeonato de Europa Sub-20, que se iniciaba solo cuatro días después del final de este Campeonato de España.
- La atleta que había ganado más campeonatos de España hasta ese momento, con nueve títulos, fue Esther Guerrero (cuatro en 800 metros y cinco en 1500 metros). En categoría masculina era Pablo Torrijos, ocho veces campeón de España de triple salto. Guerrero consiguió aquí su décimo título.
- Las atletas que llevaban más títulos consecutivos hasta ese momento era la lanzadora de peso Belén Toimil y la lanzadora de martillo Laura Redondo, ambas vencedoras en los cinco últimos campeonatos y que aquí consiguieron su sexto consecutivo. En categoría masculina no estaba presente ningún atleta con más de dos títulos consecutivos, aunque Quique Llopis, Daniel Arce y Diego Casas lograron aquí su tercero.
- El campeón de España más antiguo presente en el campeonato fue Miguel Ángel López, que ya fue campeón de 10 000 metros marcha en 2010. En categoría femenina, Esther Guerrero, Laura Redondo y Lidia Parada fueron campeonas por primera vez en 2015.
- La atleta que había ganado más medallas en el campeonato hasta ese momento era Laura Redondo (dieciséis medallas en lanzamiento de martillo, aquí logró la decimoséptima). En categoría masculina, Miguel Ángel López tenía doce medallas en marcha. El atleta con más medallas ganadas sin haber conseguido nunca ser campeón de España era Pedro José Martín, con once medallas en lanzamiento de martillo, pero ninguna de oro; en categoría femenina, Sonia Molina-Prados llevaba cinco medallas en 100 m y 200 m sin haber conseguido ninguna de oro. Martín consiguió su duodécima medalla sin ser campeón.
- La atleta que había ganado medallas en más pruebas diferentes era María Vicente, medallista en cuatro especialidades distintas: 200 m, salto de longitud, triple salto y heptatlón. Aquí volvió a conseguir medalla (de oro) en heptatlón.
- El club que presenta más atletas inscritos era el Facsa-Playas de Castellón, con 56. La federación autonómica con más atletas es la de Cataluña, con 150.
- El atleta de mayor edad fue el marchador José Ignacio Aledo, con 45 años y 9 meses. En categoría femenina fue la también marchadora Andrea Cabré, con 37 años y un mes.
- El atleta más joven fue el marchador Marc Suárez con 16 años y 3 meses. La mujer más joven fue la velocista Mariona Armero, unos días mayor que Suárez.
- El atleta presente en este campeonato que había debutado hace más tiempo es el citado José Ignacio Aledo, que ya participó en la edición de 1999. En categoría femenina, Laura Redondo participó por primera vez en el campeonato de 2006.
- La campeona de España más joven fue Ana Estrella de León, campeona de triple salto con 17 años y 2 meses, mientras que la más veterana fue Laura Redondo, vencedora en el lanzamiento de martillo con 37 años y 1 mes. La medallista más joven fue Aitana Alonso, bronce en salto de altura con 16 años y 9 meses, y la más veterana fue la citada Laura Redondo.
- En categoría masculina, el campeón de España más joven fue Guillem Crespí, campeón de 100 m con 22 años y 7 meses, mientras que el más veterano fue Dani Arce, campeón de 300 m obstáculos con 33 años y 3 meses. En cuanto a los medallistas, el más joven fue Samuel Rodríguez, bronce en el relevo 4 × 100 m con 18 años y 6 meses, y el más veterano fue José Ángel Pinedo, plata en lanzamiento de peso unos días después de cumplir los 35 años. Sin contar los relevos, el medallista más joven fue David García Zurita, bronce en los 400 m a la edad de 20 años y 1 mes.
- La única doble medallista en pruebas individuales fue Inés López, oro en lanzamiento de disco y plata en lanzamiento de peso. Incluyendo los relevos, hubo dos dobles campeonas de España: Paula Sevilla en 400 m y relevo 4 × 100 m, y Daniela Fra en 400 m vallas y relevo 4 × 400 m. Daniela Fra había conseguido el mismo doble campeonato en 2024. Además, también consiguieron dos una medalla individual y otra en relevos Ricardo Sánchez, Andoni Calbano, Adrià Alfonso, Ángel Díaz, Blanca Hervás, Eva Santidrián, Paula Blanquer, Carla García y Laura Aguilera.
- Hubo cuatro parejas de hermanos medallistas. De ellas, dos parejas repetían el logro del año anterior: Nicolás y Manu Quijera fueron oro y plata en lanzamiento de jabalina (el año anterior había sido al revés), mientras que Antía y Daniel Chamosa volvieron a conseguir, respectivamente, las medallas de plata y bronce en los 10 000 m marcha. Además, Esther y Marina Guerrero fueron, respectivamente, oro en 1500 m y bronce en 3000 m obstáculos, y Eva y Diego Santidrián fueron plata y oro en los 4 × 400 m, además del bronce individual de Eva en los 400 m.
- Si bien en las pruebas individuales los atletas extranjeros residentes en España solo pueden participar fuera de concurso, en las carreras de relevos pueden integrar el equipo de su club. Por ello, se dio el caso de que hubo un campeón de España extranjero: el atleta cubano Shainer Reginfo, oro en el relevo 4 × 100 m con el equipo del Facsa - Playas de Castellón.
- También hubo un campeón de España que habitualmente compite en competiciones de atletismo adaptado. Se trata de David José Pineda, oro en el relevo 4 × 400 m con el equipo del Atletismo Numantino, que fue medallista en los Juegos Paralímpicos de París 2024.
- En esta edición no se batió ningún récord de España en ninguna categoría, aunque sí una mejor marca española dentro de una combinada: David Abrines consiguió el mejor lanzamiento de jabalina de un atleta español en el transcurso de un decatlón (68,70 m). También hubo varios récords de los campeonatos y mejores marcas españolas del año.